# Cathedral Rock
A Cathedral Rock (tükörfordításban „Katedrális-szikla”) egy látványos, gyakran fényképezett sziklacsoport (geomorfológiai értelemben egy butte) az Amerikai Egyesült Államokban az Arizona állambeli Sedona város közelében, a Coconino National Forest területén. Legmagasabb pontjának tengerszint feletti magassága 1500 m.

## Geológiája
A Cathedral Rockot a perm időszakban képződött Schnebly Hill-i Formáció vörös homokköve alkotja, mely az egykori Pedregosa-tenger part menti homokdűnéiből képződött. A homokkőben kiválóan megőrződött hullámfodrok megfigyelhetők a Back O’ Beyond útról a Cathedral Rockra vezető turistaút alsóbb szakasza mentén, az első hegynyeregben pedig egy fekete színű bazalt haránttelér látható.

## Elnevezése
Korábbi térképeken is szerepel, hogy a Cathedral Rock egykori neve Court House Rock, a Courthouse Butte neve pedig Church House Rock volt, s ez a névhasonlóság azóta is félreértéseket okoz.

## Galéria
|  |  |  |

## Fordítás
Ez a szócikk részben vagy egészben  a   Cathedral Rock című angol Wikipédia-szócikk ezen változatának fordításán alapul.  Az eredeti cikk szerkesztőit annak laptörténete sorolja fel. Ez a jelzés csupán a megfogalmazás eredetét és a szerzői jogokat jelzi, nem szolgál a cikkben szereplő információk forrásmegjelöléseként.